# Observatorio Lowell
El Observatorio Lowell es un observatorio astronómico situado en Flagstaff, Arizona, Estados Unidos. El Observatorio Lowell es uno de los observatorio más antiguos de los Estados Unidos, y está catalogado como edificio de interés histórico. El telescopio Alvan Clark de 24 pulgadas original todavía se usa en demostraciones educativas. El Observatorio Lowell recibe hasta 70,000 visitantes al año, que realizan visitas guiadas y observan diversas maravillas nocturnas a través del telescopio Clark y otros. Fue fundado en 1894 por el astrónomo Percival Lowell, y dirigido durante un tiempo por su tercer sobrino Guy Lowell. El administrador actual del observatorio Lowell es William Lowell Putnam, sobrino-nieto del fundador Percival Lowell.

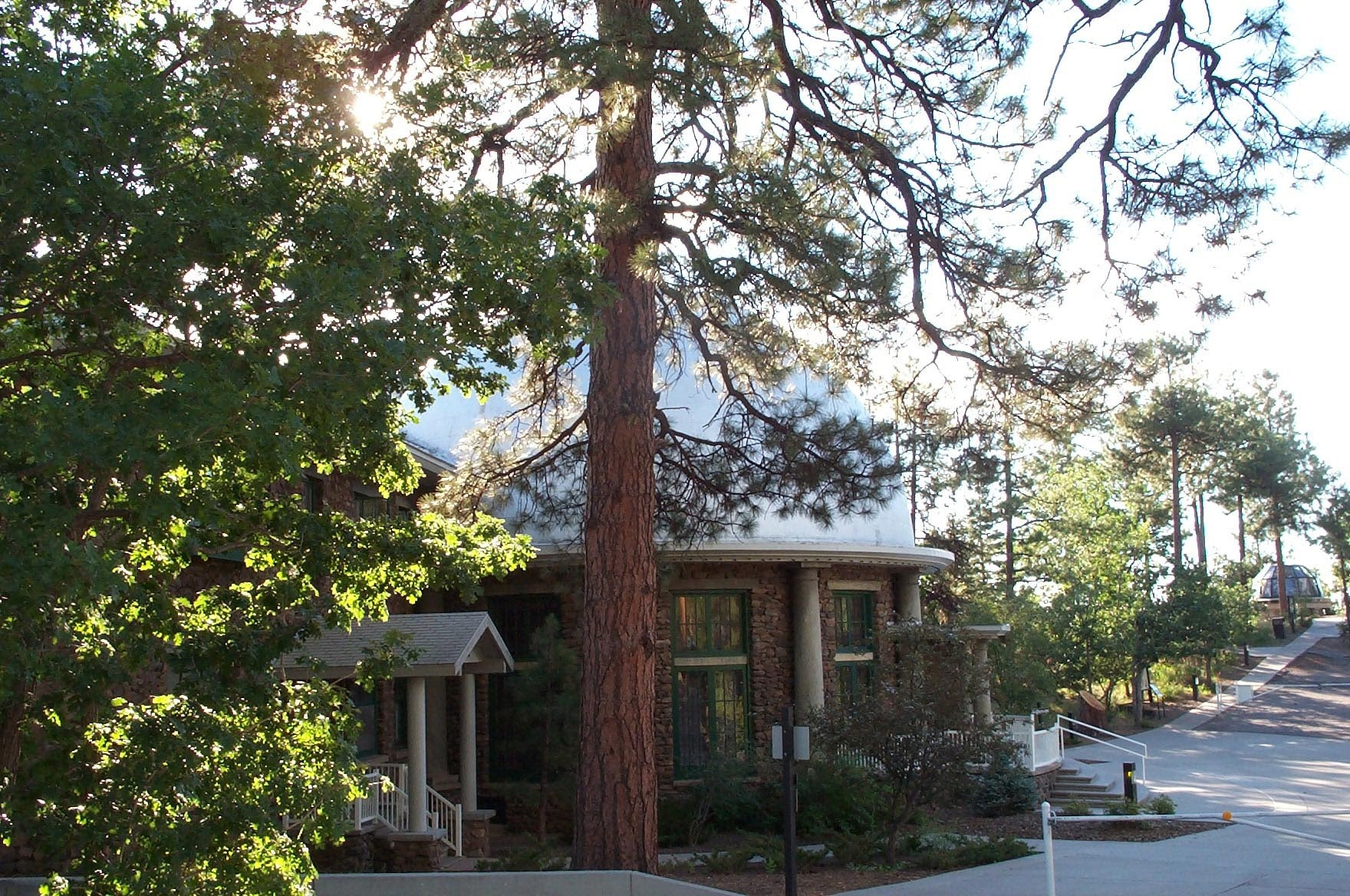
Museo Slipher Rotunda en el Observatorio Lowell.

El observatorio opera varios telescopios en dos sitios de Flagstaff. Las instalaciones principales, situadas en Mars Hill al oeste del pueblo de Flagstaff, albergan el Telescopio Clark de refracción de 24 pulgadas (0.61-metros) original, aunque su papel actual es de herramienta educativa y no de investigación. El telescopio, construido en 1896 por $20,000 dólares, fue montado en Boston por Alvan Clark y después enviado en tren a Flagstaff. También situado en el campus de Mars Hill está el Telescopio de 13 pulgadas (0.33-metros) Pluto Discovery, usado por Clyde Tombaugh en 1930 para descubrir el planeta enano Plutón.
El observatorio en la actualidad opera cuatro telescopios para la investigación en la Estación Anderson Mesa, situada a 12 millas al sureste de Flagstaff, incluyendo el telescopio Perkins de 72 pulgadas (1.8 metros) en colaboración con la Universidad de Boston y el telescopio John S. Hall de 42 pulgadas (1.1 metros). Lowell está asociado con el Observatorio Naval de los Estados Unidos y el NRL (Prototipo Naval de Interferómetro Óptico) también está situado allí. El observatorio también opera telescopios menores en su localización histórica de Mars Hill y en Australia y Chile. En la actualidad está construyendo el telescopio Discovery Channel de 4.2 metros en colaboración con Discovery Communications, Inc.

## Telescopio Discovery Channel
El Observatorio Lowell está construyendo un gran telescopio en colaboración con Discovery Communications cerca de Happy Jack al norte de Arizona. Este telescopio, situado dentro del distrito Mogollon Rim Ranger en el Parque nacional Coconino, se espera que sea el quinto más grande en la zona continental de Estados Unidos y permitirá a los astrónomos del Lowell comenzar nuevas áreas de investigación y llevar a cabo los programas actuales de forma más efectiva y eficiente. El telescopio y la investigación que permitirá también será el centro de atención de programas de televisión educativos e informativos sobre astronomía, ciencia, y tecnología emitidos en el canal Discovery. Además, el telescopio Discovery Channel en Lowell tendrá un importante impacto educativo y económico en el estado.

## Investigación actual
Los astrónomos del observatorio Lowell llevan a cabo investigaciones en un amplio campo de temas sobre el sistema solar y astrofísica usando telescopios terrestres, aéreos y espaciales. Entre los muchos programas de investigación hay una búsqueda de asteroides cercanos a la Tierra, catalogación de objetos del cinturón de Kuiper más allá de Neptuno, búsqueda de planetas extrasolares, un estudio de décadas de duración sobre la estabilidad de la luminosidad del sol, y varias investigaciones sobre la formación de estrellas y otros procesos en galaxias lejanas. Además, el personal del observatorio diseña y construye instrumentos a medida para el uso en los telescopios de Lowell y en otras partes. Por ejemplo, el personal de Lowell construyó una sofisticada cámara de alta velocidad para usarla en el Observatorio estratosférico de astronomía infrarroja (SOFIA). SOFIA es un proyecto conjunto de las agencias espaciales de los Estados Unidos y Alemania y consiste en un telescopio de 2.5 m a bordo de un Boeing 747 SP.

## Descubrimientos importantes

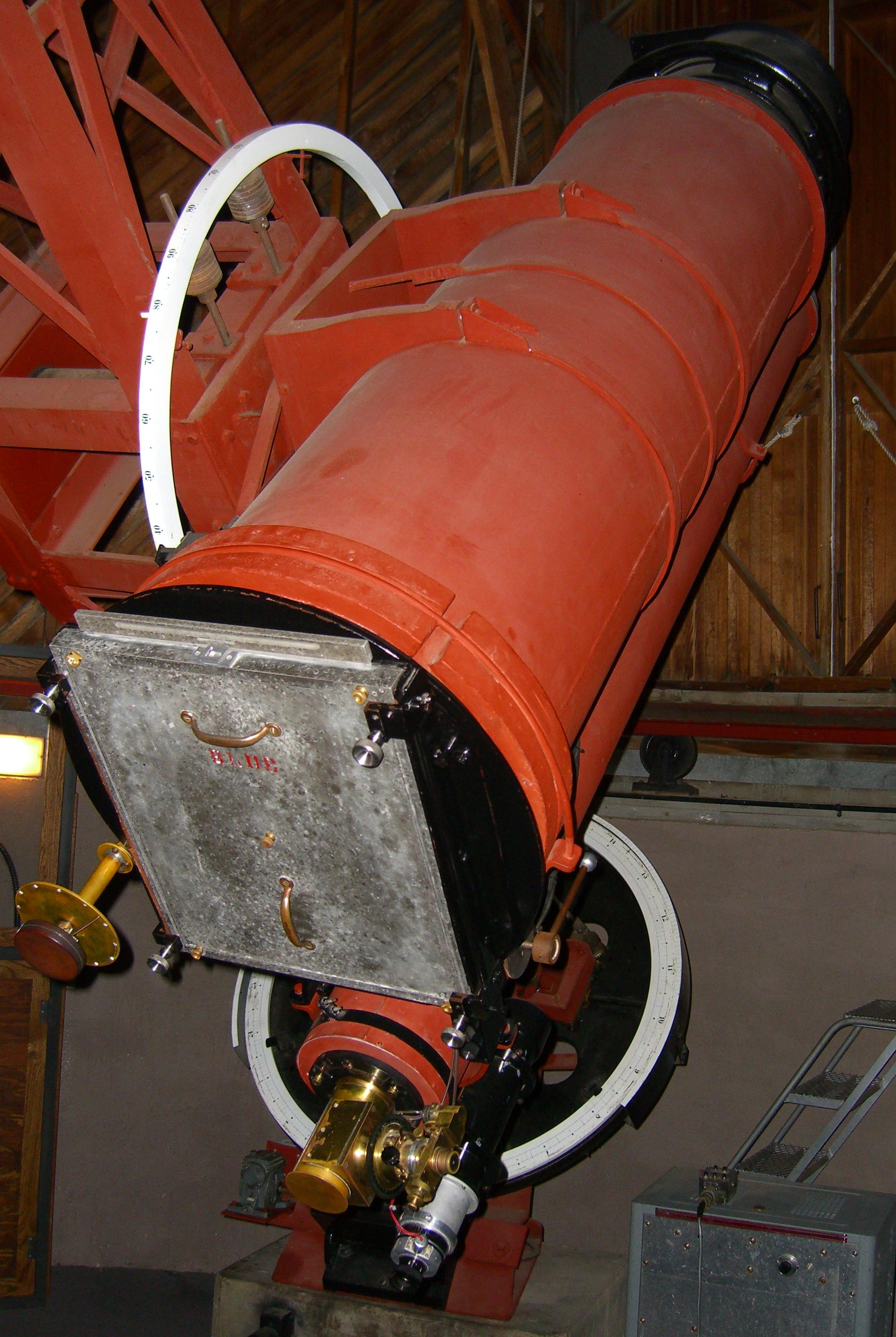
El telescopio de 13" Pluto Discovery, un astrógrafo usado para descubrir el planeta enano Plutón.

- El planeta enano Plutón por Clyde Tombaugh en 1930.
- Grandes velocidades de recesión de galaxias por Vesto Melvin Slipher entre 1912 y 1914 (lo que finalmente llevó a la conclusión de que el universo se expande).
- Co-descubrimiento de los anillos de Urano en 1977.
- La variación periódica en el brillo del cometa Halley.
- Las tres mayores estrellas conocidas.
- La atmósfera de Plutón.
- Órbitas precisas de dos satélites de Plutón: Nix e Hydra.
- Oxígeno en el satélite de Júpiter Ganímedes.
- Hielo de dióxido de carbono en tres satélites de Urano.
- El primer troyano de Neptuno.